# Félix Pons Irazazábal
Félix Pons Irazazábal (Palma, Illes Balears, 1942 - Palma, 2 de juliol de 2010) fou un advocat i polític mallorquí del PSIB (PSOE) que fou president del Congrés dels Diputats entre 1986 i 1996.
Va néixer el 14 de setembre de 1942 a la ciutat de Palma, besnet de l'escriptor Josep Lluís Pons i Gallarza. Va estudiar dret a la Universitat de Barcelona, universitat en la qual es va llicenciar el 1964. A partir de 1965 alternà la seva tasca d'advocat amb la docent, i esdevé professor de Dret a l'Escola d'Assistència Social entre 1965 i 1970, professor de dret polític i de Dret administratiu a la secció delegada de Palma de la Universitat de Barcelona, entre 1972-1974 i 1974-1977 respectivament. El curs 1996-97 va fer classes de Dret mercantil a la Universitat de les Illes Balears.

## Activitat política
El 1975 s'afilià a la Federació Socialista Balear, actual Partit Socialista de les Illes Balears (PSIB). En les eleccions generals de 1977 fou escollit diputat al Congrés en representació de les Illes Balears, escó que repetí en les eleccions de 1979, 1986, 1989 i 1993.
L'any 1983 fou elegit diputat al Parlament de les Illes Balears, esdevenint el portaveu del Grup Socialista Balear i abans havia estat nomenat conseller de Treball i Sanitat del Consell General Interinsular, antecedent del Govern de les Illes Balears, sota la presidència de Francesc Tutzó Bennàsar (setembre de 1982- maig de 1983).
Posteriorment en la remodelació del seu govern, Felipe González el nomenà ministre d'Administració Territorial l'any 1985, càrrec per al romanent de la legislatura. En les eleccions de 1986 al Congrés fou novament elegit diputat i el 15 de juliol d'aquell fou nomenat president del Congrés dels Diputats, càrrec que ocupà fins al 3 de març de 1996, moment en el qual abandonà la política activa.